# Caudatispora palmicola
Caudatispora palmicola är en svampart som beskrevs av J. Fröhl. & K.D. Hyde 1995. Caudatispora palmicola ingår i släktet Caudatispora, klassen Sordariomycetes, divisionen sporsäcksvampar och riket svampar.   Inga underarter finns listade i Catalogue of Life.